# Malé Benátky
Malé Benátky (německy Klein Venedig) byla soukromá kolonie významného německého bankovního rodu Welserů na území dnešní Venezuely a částečně také Kolumbie mezi lety 1528 až 1546.
Území, táhnoucí se od mysu Paraguaná po mys Vela, obdrželi Welserové smlouvou z 27. března 1528 od římského císaře a španělského krále Karla V. jako splátku za 150 tisíc tolarů (hodnota poskytnutých financí odpovídá téměř třem tunám zlata), které si od konsorcia německých a italských obchodníků a bankéřů půjčil před volbou říšského císaře z roku 1519 (peníze augsburských bankéřů použil k nákupu hlasů pro svoji kandidaturu). Území z jihu nebylo nikterak ohraničeno, podle tehdejších zvyklostí mohlo sahat až k dalšímu moři. Welserové se ve smlouvě zavázali vystavět na přiřknutém území do dvou let tři pevnosti a dvě osady o třech stovkách obyvatel, navíc měli do oblasti přivést do čtyř let na čtyři tisíce černých otroků. Také měli odvést do španělské pokladnice 12 tun zlata.
Jakýmsi centrem kolonie se stal přístav Coro (Neu-Augsburg), založený rok před vznikem welserovské kolonie. Dne 24. února 1529 zde přistál první guvernér kolonie Ambrosius Ehinger spolu s 780 novými osadníky. Roku 1531 přešly na Welsery i obchodní koncese patřící dosud rodům Sailerů a Ehingerů.

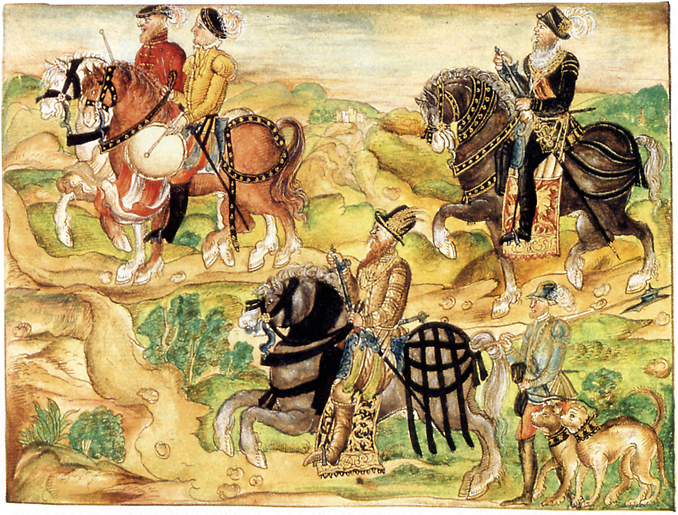
Vojsko Welserů vedené Georgem von Speyer (vpravo) a Philippem von Hutten (uprostřed) v Sanlúcar de Barrameda

Kolonie nevynikala vhodným prostředím pro zemědělství, navíc se zde často vyskytovaly různé druhy nakažlivých nemocí. Aby byl získán nějaký zisk, obrátili se guvernéři do vnitrozemí, hledajíc bájné Eldorado. Ambrosius Ehinger podnikl dvě výpravy. Při první založil Maracaibo, při druhé se dostal až k Tamalameque na řece Magdaleně, ale byl v bojích s indiány raněn a brzy zahynul. Dalším, kdo zkusil štěstí, byl Nikolaus Federmann, který podnikl dvě výpravy v letech 1530 a 1536. Při druhé z nich založil město Riohacha. Nástupce Ehingera na postu guvernéra Georg Hohermuth vyrazil roku 1535. Dostal se přes pohoří Mérida a povodí řek Apure a Meta až k hranici území Čibčů. Byl odražen a s pětinou své původní expedice se v květnu 1538 vrátil do Cora. Posledním guvernérem se stal Philipp von Hutten, který taktéž podnikl výpravu. Směr byl tentokráte k řece Inirida. Tato výprava byla u osady Tocuya přepadena indiány. Hádající se conquistadoři zamířili zpět, avšak cestou byl v dubnu 1546 von Hutten zavražděn.
Nakonec se vydržování Malých Benátek stalo pro Welsery natolik nevýhodné, že v roce 1546 jim byla císařem Karlem V. zrušena koncese a území kolonie přešlo pod správu v Santo Domingu.

## Seznam guvernérů
- Ambrosius Ehinger (1529–1533)
- Georg Hohermuth (1534–1540)
- Philipp von Hutten (1540–1546)